# آورورا میکالسن
آورورا میکالسن (انگلیسی: Aurora Mikalsen؛ زادهٔ ۲۱ مارس ۱۹۹۶) بازیکن فوتبال اهل نروژ است.
از باشگاه‌هایی که در آن بازی کرده‌است می‌توان به باشگاه فوتبال زنان منچستر یونایتد اشاره کرد.